# OOO·電王·All Riders Let's Go 假面騎士
《OOO·電王·All_Riders Let's Go 假面騎士》（日文：オーズ・デンオウ・オールライダー レッツゴー仮面ライダー)是日本於2011年4月1日上映的《假面騎士系列》40周年紀念剧场版作品，宣传语是：世界啊，这是日本的英雄！！（日文：世界よ、これが日本のヒーローだ!!）

## 概要
- 本作為《假面騎士系列》诞生40周年、东映創立60周年纪念作品劇場版作品。
- 本片使用了初代《假面騎士》的主题曲《レッツゴー!!ライダーキック》作為插入歌，並由《假面騎士GIRLS》翻唱此曲成為2011年版本作為主題曲，原定於2011年3月15日举行披露试写会，但因为東日本大震災而被迫中止。本片上映的首三天（2011年4月1日-4月3日）票房收入达到4亿153万8200日元，动员36万65人，后来连续两周排行第一，令《假面騎士系列》剧场版累计票房已达到200亿日元。

## 故事概要
故事开端，映司与ankh同异魔神作战，却不慎让异魔神进入一名名为“直树”的小孩的身体，而这个小孩竟拥有40年前的记忆(1971年)，幸太郎赶到时，与映司见面，并透露自己有能够穿越时间的能力，Ankh为了趁40年前GREEED还没觉醒的时候获得硬币而提出与幸太郎一同前往40年前，却不慎在打斗中掉了一枚普通币，而40年前的修卡拥有修卡核心币却没有普通币因此无法创造修卡GREEED，因为修卡战斗员捡到了Ankh掉下的硬币，修卡GREEED诞生，实力增强的修卡组织打败了假面骑士1号和2号并将其洗脑，使得Ankh和映司回到四十年后时变成了修卡统治时代，于是幸太郎决定要Ankh和一起去修正历史，映司留在自己的时空，但由于Ankh的关系，使得硬币依然有一枚丢失，并被修卡战斗员找到再转交给黑将军，此时40年前还没被洗脑的1号与2号前来帮助，事后与却因为黑将军的计谋导致修卡GREEED依然诞生，修正历史失败，电列车也因此毁坏……

## 登场人物

### 人物

#### 幪面超人OOO中的登场人物
- 火野映司

幪面超人OOO 的變身者,與意像人戰鬥中和NEW電王碰上,因此一起去到40年前。回到2011年時發覺世界被Shocker征服了。遇到了光和直樹，與被SHOCKER腦部改造的假面騎士1號、2號，影子將軍等怪人戰鬥,但敗北,之後幸得幸太郎所救。
在幸太郎去40年前修復時空時,仍留在2011年和其他人類抵抗Shocker的攻擊。
- Ankh

Greeed鳥系幹部怪人,和映司一起去到40年前,但因留下一枚Cell Medal,結果引發了今次事件,可說是今次事件引發元兇。
- 泉信吾（警察）

因為遭遇到Yummy的戰鬥而瀕死至重傷,被Ankh附身而變成其行動工具。
- M Ankh（被桃太洛斯附身的Ankh）

修復時空失敗回到2011年後變成只有左手的狀態的桃塔羅斯,為抵抗Shocker而附身在Ankh上戰鬥。
- 泉比奈（假面骑士OOO女主角）

因歷史改變所以並沒有認識映司他們,和其他人類抵抗Shocker。

#### 幪面超人电王中的登场人物
- 野上幸太郎

假面騎士NEW Den-O的變身者,因這次事件而必需再回40年前修復時空。
在1971年與幪面超人1號、2號、桃太洛斯、Ankh、假面騎士少年隊阻止黑將軍把Cell Medals獻上給修卡首領。可惜因黑將軍巧妙的謀略作戰,Shocker Greeed還是誕生了,修復時空失敗再加上Den-Liner被砲龜怪人砲擊,不得不回去2011年。
- M幸太郎（被桃太洛斯附身的野上幸太郎）

因泰迪死在40年前,只好靠桃太洛斯的力量戰鬥。
- 桃太洛斯 / 假面騎士電王聖劍型態

修復時空失敗回到2011年後變成只有左手的狀態。之後被Ankh取出體內的IMAGINE CORE MEDALS。
- 浦太洛斯、金太洛斯、龍太洛斯

在1971年分別破壞Ankh留下的Cell Medal。
- 泰迪 / 馬池而泰迪

幸太郎的異魔神,可以變成假面騎士NEW電王的武器,在修復時空失敗後,留在40年前保護假面少年隊,並見證假面騎士40年的歷史。
重傷後死去的泰迪,化成了武器的樣子,少年們將泰迪及一封信埋在當時的廢墟,於40年後被眾人發現。
- 奈緒美
- 車長

#### 其他登場人物
- 左翔太郎（友情出演）

假面騎士W 左半身的變身者,為了守護風都變身為假面騎士W與修卡戰鬥。
- 菲利普（友情出演）

假面騎士W 右半身的變身者,為了守護風都變身為假面騎士W與修卡戰鬥。
- 直樹

一開始為使意像人回到40年前,持有「1971年11月11日」的記憶。時空改変後與光及阿茂一起行動。後來幸太郎回到1971年改變歷史時偷偷登上Den-Liner，但改變歷史失敗，被留於1971年保護假面騎士少年隊，長大後成為了修卡科學家，並解除了1號及2號的洗腦。同時和野子誕下了光。是本作的重要人物之一。
- 光

時空改變後登場，與直樹，阿茂一起行動。希望可打倒修卡救回父親。
- 阿茂

時空改變後登場，與光、直樹一起行動。
- 假面騎士少年隊

在1971年過去的世界一直支援假面騎士1號、2號的少年少女。
- 野子

在1971年過去的世界登場,幪面超人少年隊一員,一開始把幸太郎和桃太洛斯他們當成修卡。之後幫光和直樹及阿茂逃離修卡的追捕。
- 黑将軍（福本清三）

修卡的大幹部，原作是蓋爾修卡的大幹部,擅長於謀略作戰。本身也會卓越剣術,和NEW電王互相角力。
是他把Ankh留在1971年的Cell Medals献上給修卡首領。
黑將軍的本體為吸血蛭變色龍怪人。擁有擬態隱形能力令NEW電王和桃太洛斯在1971年苦戰。但在2011年行刑場的戦闘中被OOO用TAKA的視力掃瞄其真身,以虎爪猛力一擊撃破。
- 十面鬼・キミル

哥頓組織的首領,與修卡結盟。
主張把智慧及體力很高的人進行改造成為怪人。
- 影子將軍

特魯塞軍團的代表,與修卡結盟。
實力不俗,用撲克牌炸彈和西洋劍作攻擊,能輕鬆打倒假面騎士OOO。
主張把智慧及體力很高的人進行改造成為怪人。
最後與キカイダー・キカイダー01・イナズマン・ズバット交戦並敗北。
- Apollo Geist、King Dark

G.O.D的幹部,與修卡結盟。
主張把智慧及體力很高的人進行改造成為怪人。
- 大神官ダロム、傑克將軍

黑暗結社戈魯戈姆和克萊西斯帝國的大幹部,與修卡結盟。
主張消滅所有人類，也因此於會議一開始反對「全人類怪人化計畫」。
- 修卡首領

修卡的首領,修卡為自1971年開始一個以世界征服為目的之國際秘密組織。
首領的真身是無數毒蛇的頭部下的獨眼怪人,擁有擊退假面騎士1號、2號的實力。在2011年時力壓28位假面騎士。最後被假面騎士OOO用Ta Ma Shi Combo打敗。接著化身成岩石大首領。
主張把智慧及體力很高的人進行改造成為怪人。
- 岩石大首領

修卡首領的真身,全長4000m,噴放溶岩和岩石,能力強大。最後被所有假面騎士的結集必殺技打敗。
- 白衣男

真正身份為40年後的直樹，於幸太郎第二次改變歷史失敗後不幸留在1971年的時空，及後更成為修卡的科學家,並解除1號及2號的洗腦。同時為光的父親。也是本作的重要人物之一。

### 本作假面騎士

#### 變身模式（特別系聯組）
| 型態名稱                      | 簡介 | 外觀                                              | 能力 |
| TaMaShi COMBO 鷹魔修 魂系聯組 | 原文： 利用「TAKA（猎鹰）」核心硬幣、「IMAGINE（異魔神）」核心硬幣與「SHOCKER（修卡）」核心硬幣變身的形態 | 頭部—紅色； 手臂—紅橙色； 腿部—金色； 眼睛—綠色。 | 音效為：TaMaShi TaMaShiTaMaShi！RiderTaMaShi！（ターマーシー、タマシータマシー!ライダーダマシイ!） 集合騎士之魂而產生共鳴的聯組。 武器為肩膀的巨角，能給敵人做成致命一擊，但會消耗大量體力。 必殺技為以騎士之魂煉成光球，將其發射至敵人身上，威力達1000t，堪稱在2011是最強的騎士必殺技。 |

### 主要幪面超人
- 幪面超人OOO
- 幪面超人NEW電王
- 幪面超人1號
- 幪面超人2號

在1971年過去的世界一直與SHOCKER周旋的改造人。本作中被Shocker Greeed壓倒性打敗。被腦部改造成SHOCKER最強怪人,成為令人類恐怖的象徴。在40年前修復時空時,和幸太郎一起戰鬥,希望可以打敗Shocker首領。但因黑將軍巧妙的謀略作戰Cell Medals還是獻上給修卡首領,令Shocker Greeed成功誕生,1號、2號還是戰敗,因此修復時空失敗。40年间洗腦被解除,一直等待機會反擊。在2011年再戰Shocker Greeed以Rider Double kick將其打敗,再得到勝利。

#### 昭和假面騎士
- 假面騎士V3
- 騎士人
- 假面騎士X
- 假面騎士AMAZON
- 假面騎士Stronger
- 天空騎士
- 假面騎士Super 1
- 假面騎士ZX
- 假面騎士Black
- 假面騎士Black RX
- 真假面骑士
- 假面騎士ZO
- 假面騎士J

#### 平成假面騎士
- 假面騎士空我
- 假面騎士顎門
- 假面騎士G3-X
- 假面騎士龙骑
- 假面騎士knight
- 假面騎士蟹蜇
- 假面騎士鐡兵
- 假面騎士海鰩
- 假面騎士銀犀
- 假面騎士王蛇
- 假面騎士變色龍
- 假面騎士虎王
- 假面騎士羚皇
- 假面騎士天鵝
- 假面騎士龍牙
- 假面騎士奧汀
- 假面騎士Faiz
- 假面騎士Kaixa
- 假面騎士Delta
- 假面騎士劍
- 假面騎士Chalice（卡里斯、聖杯）
- 假面騎士Garren（格連、金幣）
- 假面騎士Leangle（尼高、權杖）
- 假面騎士響鬼
- 假面騎士Ibuki（威吹鬼）
- 假面騎士Todoroki（轟鬼）
- 假面騎士Zanki（斬鬼）
- 假面騎士KABUTO
- 假面騎士TheBee（鬥蜂）
- 假面騎士Drake（疾蜓）
- 假面騎士Sasword（劍蠍）
- 假面騎士Gatack（戰鍬）
- 假面騎士KickHopper（踢蝗）
- 假面騎士PunchHopper（拳蝗）
- 假面騎士Dark Kabuto（暗黑甲斗）
- 假面騎士電王
- 假面騎士零王
- 假面騎士KIVA
- 假面騎士IXA
- 假面騎士Saga
- 假面騎士DECADE
- 假面騎士DIEND
- 假面騎士W
- 假面騎士Accel
- 假面騎士Birth（本作中的变身者是伊達明）

#### 未出現的平成假面騎士
- 假面騎士Gills
- 假面騎士Another Agito
- 假面騎士G4
- 假面騎士Abyss
- 假面騎士Alternative
- 假面騎士Psyga
- 假面騎士Orga
- 假面騎士Glaive
- 假面騎士Larc
- 假面騎士Lance
- 假面騎士Danki
- 假面騎士Sabaki
- 假面騎士Eiki
- 假面騎士Shuki
- 假面騎士Gouki
- 假面騎士Syouki
- 假面騎士Touki
- 假面騎士Banki
- 假面騎士Kabuki（歌舞鬼）
- 假面騎士Touki（凍鬼）
- 假面騎士Kirameki
- 假面騎士Nisiki
- 假面騎士Habaki
- 假面騎士Caucasus
- 假面騎士Hercus
- 假面騎士Ketaros
- 假面騎士Gaoh
- 假面騎士Yuki
- 假面騎士G電王
- 假面騎士Rey
- 假面騎士Arc
- 假面騎士Dark Kiva
- 假面騎士Kivara
- 假面騎士Skull
- 假面騎士Eternal

### 其他战士
电脑奇侠
原文：キカイダー 原作变身者：次郎（原文：ジロー）（伴大介（页面存档备份，存于） 饰）
东映经典特摄《人造人间电脑奇侠》(日原文《人造人間キカイダー（页面存档备份，存于）》)中的主角；于续作《电脑奇侠01》客串登场，体内良心回路因在调试时因为敌对组织DARK的袭击而未能制作完整，会受到恶魔的笛声的操控。是剧中由光明寺博士以逝去的长子为原型制造的保护女儿和次子并粉碎DARK而制造的机械人。宿敌为植入博士大脑的电脑黑魔。
电脑奇侠01
原文：キカイダー01 原作变身者：一郎（原文：イチロー）（池田駿介（页面存档备份，存于） 饰）
东映经典特摄《电脑奇侠01》(日原文《キカイダー01（页面存档备份，存于）》)中的主角。是《人造人间电脑奇侠》的续集中出现的剧中博士制造的电脑奇侠的试作型，有完整的良心回路，在《电脑奇侠01》中为击退新生的电脑黑魔军团而从仁王像中苏醒，成为新的英雄。
闪电人
原文：イナズマン 原作变身者：渡五郎（原文：渡五郎）（伴大介（页面存档备份，存于） 饰）
东映经典特摄《闪电人》(日原文《イナズマン（页面存档备份，存于）》)与《闪电人F》(日原文《イナズマンF（页面存档备份，存于）》)的主角。先由主角高喊刚力招来变身成为蛹超人（原文：サナギマン），再高喊超力招来变身而成，被称为新人类。
快杰兹巴特
原文：快傑ハリマオ 原作变身者：早川健（原文：早川健）（宫内洋（页面存档备份，存于） 饰）
东映经典特摄《快杰兹巴特》(日原文《快傑ハリマオ》)的同名主角，原作中为了替死去好友复仇而流浪。武器为兹巴特长鞭。

### 登场怪人
Shocker Greeed

#### 怪人連合一覧
１９７１年登場的修卡怪人
Shocker戰鬥員
Shocker科学者
烏賊怪人
響尾蛇怪人
蟹蝙蝠怪人
炮龜怪人
毒蜥蜴怪人
潮蟹怪人
。基因生命体
。十面鬼
。影子将军
。影月
。阿波罗盖斯特
。戈尓戈姆
。杰克将军
。德拉斯
。眼镜蛇男格雷
。水蛭变色龙怪人
。白狮异魔神
。老虎改造人
。铁甲犀牛
。水之EL
。风之EL
。古朗基之王
。大蜂怪人
。螃蟹型奥非以诺
。豹子EL
。红鱼EL
。神将EL
。唐猴怪人
。太阳怪人
。古朗基沙系
。古朗基毒系
。古朗基火系
。黑暗之王
。橙蟹复体
。红太阳复体
。黄龙异虫
。蓝鱼异虫
。白蟹异虫
。青毒异虫
。惨杂体之王
。紫鱼惨杂体
。金银惨杂体
。神将复体
。大蓝蜂怪人
。橙蟹怪人
。龙虾型奥非以诺
。马型奥非以诺
。青银惨杂体
。神将兽之王
。机械大帝国之主
。马型十面鬼
。花型基因生命体
。千眼怪
。牙血鬼之毒
。牙血鬼之冰
。修卡守护之王
。岩石大首领

## 演员
- 火野映司 / 幪面超人OOO （声） - 渡部秀
- 野上幸太郎 / M幸太郎 / 幪面超人NEW Den-O ストライクフォーム（声） - 櫻田通
- Ankh / M Ankh / 泉信吾 - 三浦涼介
- 泉比奈 - 高田里穂
- 尚美 - 秋山莉奈
- 光 - 今井悠貴
- 直樹 - 吉川史樹
- 阿茂 - 林遼威
- ノッコ - 恒松祐里
- 左翔太郎 / 幪面超人W（声） - 桐山漣（友情出演）
- 菲利普 / 幪面超人W（声） - 菅田将暉（友情出演）
- 黑將軍 / 吸血蛭變色龍怪人（声） - 福本清三
- 老闆 - 石丸謙二郎
- 白衣男 - 佐佐木功

## 配音
- 桃塔羅斯 / M幸太郎、M Ankh/ 幪面超人電王聖劍型態、クライマックスフォーム / モモタケン - 関俊彦
- 浦塔羅斯 - 遊佐浩二
- 金塔羅斯、シャドームーン - てらそままさき
- 龍塔羅斯、ガラガランダ - 鈴村健一
- 泰迪 / 馬池而泰迪 - 小野大輔
- Shocker Greeed、十面鬼ユム・キミル、イナズマン - 石川英郎
- 幪面超人Birth（伊達明） - 岩永洋昭
- イカデビル、幪面超人AMAZON[1]、幪面超人Stronger [1]、キカイダー[2] - 関智一
- ライダーマン[3]、幪面超人Black[3]、ジャガーマン[3]、Shocker戰鬥員[3] - 勇吹輝
- Apollo Geist - 川原和久（友情出演）
- モールイマジン1 - 笹沼尭羅
- モールイマジン2 - 高梨謙吾
- モールイマジン3、シオマネキング - 小田久史
- オースキャナー音声 - 串田アキラ
- ガイアメモリ音声 - 立木文彦
- ジェネラルシャドウ - 柴田秀勝
- キングダーク、大神官ダロム - 飯塚昭三
- 傑克將軍 - 加藤精三
- 撒旦幫首領 - 納谷悟朗
- 幪面超人V3、ズバット - 宮内洋
- 幪面超人2號 - 佐々木剛
- 幪面超人1號 - 藤岡弘

## 职员
- 原作 - 石之森章太郎（石森章太郎）
- 制作 - 本井健吾（tv asahi）、白倉伸一郎・武部直美・高橋一浩（東映）
- 导演 - 金田治
- 脚本 - 米村正二
- 脚本監修 - 小林靖子
- 音乐 - 中川幸太郎
- 摄影 - いのくままさお（猪熊雅太郎）
- 特摄导演 - 佛田洋（特摄研究所）
- 动作导演 - 宮崎剛（ジャパンアクションエンタープライズ）
- 助理导演 - 塩川純平
- 制作 - 「レッツゴー仮面ライダー」製作委員会
- 石之森章太郎・tv asahi・東映・東映电影・ADK・木下工務店
- 配給 - 東映

## 音樂
主题曲
「Let's Go Rider Kick 2011」
作詞：石之森章太郎 / 作曲：菊池俊輔 / 編曲：鳴瀬修平 / 主唱：假面騎士GIRLS
初代《假面騎士》片頭曲的重製版。
插入曲
「レッツゴー!! ライダーキック」
作詞：石森章太郎 / 作曲・編曲：菊池俊輔 / 主唱：藤岡弘
初代《假面騎士》的片頭曲。

## 网络连载版
網絡版 OOO・電王・All Riders Let's Go Kamen Riders ～Gachi 尋找！只屬於你的48騎士～

### 出演
- 火野映司 / 仮面ライダーオーズ（声） - 渡部秀
- アンク - 三浦涼介
- 泉比奈 - 高田里穂
- ナオキ - 吉川史樹

### 配音
- モモタロス / 仮面ライダー電王 ソードフォーム - 関俊彦
- ウラタロス / 仮面ライダー電王 ロッドフォーム - 游佐浩二
- ジーク / 仮面ライダー電王 ウイングフォーム - 三木眞一郎
- キバット - 杉田智和
- ジェネラルシャドウ - 柴田秀勝
- ディケイドライバー音声 - マーク・大喜多
- 仮面ライダーイクサ - 加藤庆祐
- 仮面ライダーキックホッパー - 德山秀典
- 石川英郎
- 大川透
- 野島健児
- 松本保典

### 职员
- 原作 - 石之森章太郎
- 脚本 - 古怒田健志、米村正二、白倉伸一郎、武部直美
- 导演督 - 柴崎貴行